# توماس سيباستيان بيرن
توماس سيباستيان بيرن (بالإنجليزية: Thomas Sebastian Byrne)‏ هو كاهن كاثوليكي أمريكي، ولد في 28 يوليو 1841 في هاملتن في الولايات المتحدة، وتوفي في 4 سبتمبر 1923 في ناشفيل في الولايات المتحدة.